# Lautal
Lautal ist eine  härtbare, leichte und besonders feste metallische Aluminiumlegierung. Ihre Bestandteile sind Aluminium, 4,4 % bis 5,5 % Kupfer und 0,2 % bis 0,5 % Silicium. Daneben existiert unter dem Namen Lautal-Aeron eine für den Flugzeugbau geeignete Legierung bestehend aus Aluminium mit 4 % bis 5 % Kupfer, 1 % bis 2 % Silicium und zirka 0,7 % Mangan. Die Bezeichnung der Legierung ist ein Kofferwort, zusammengesetzt aus dem Namen der sächsischen Kleinstadt Lauta und dem chemischen Zeichen für  das Element Aluminium.

## Eigenschaften
Lautal kann durch erhitzen auf 490 °C bis 510 °C, abschrecken und anschließendes Tempern bei 120 °C bis 140 °C für 16 h bis 18 h gehärtet werden. So gehärtetes Material verfügt über ein Brinellhärte von 90 HBW bis 120 HBW und eine Festigkeit von 370 MPa bis 410 MPa. Die Dichte von Lautal beträgt 2800 kg·m−3.

## Trivia
Im Jahr 1917, gegen Ende des Ersten Weltkriegs, wurde im damaligen Dorf Lauta mit dem Bau der Aluminiumhütte Lautawerk begonnen, die zur Unternehmensgruppe der Vereinigten Aluminium-Werke gehörte.